# Guidimakha
Le Guidimakha (ou Guidimaka, Gidimaxa) est l'une des treize régions administratives ou wilayas de la Mauritanie et est situé à l'extrême sud du pays. Sa capitale est Sélibabi.

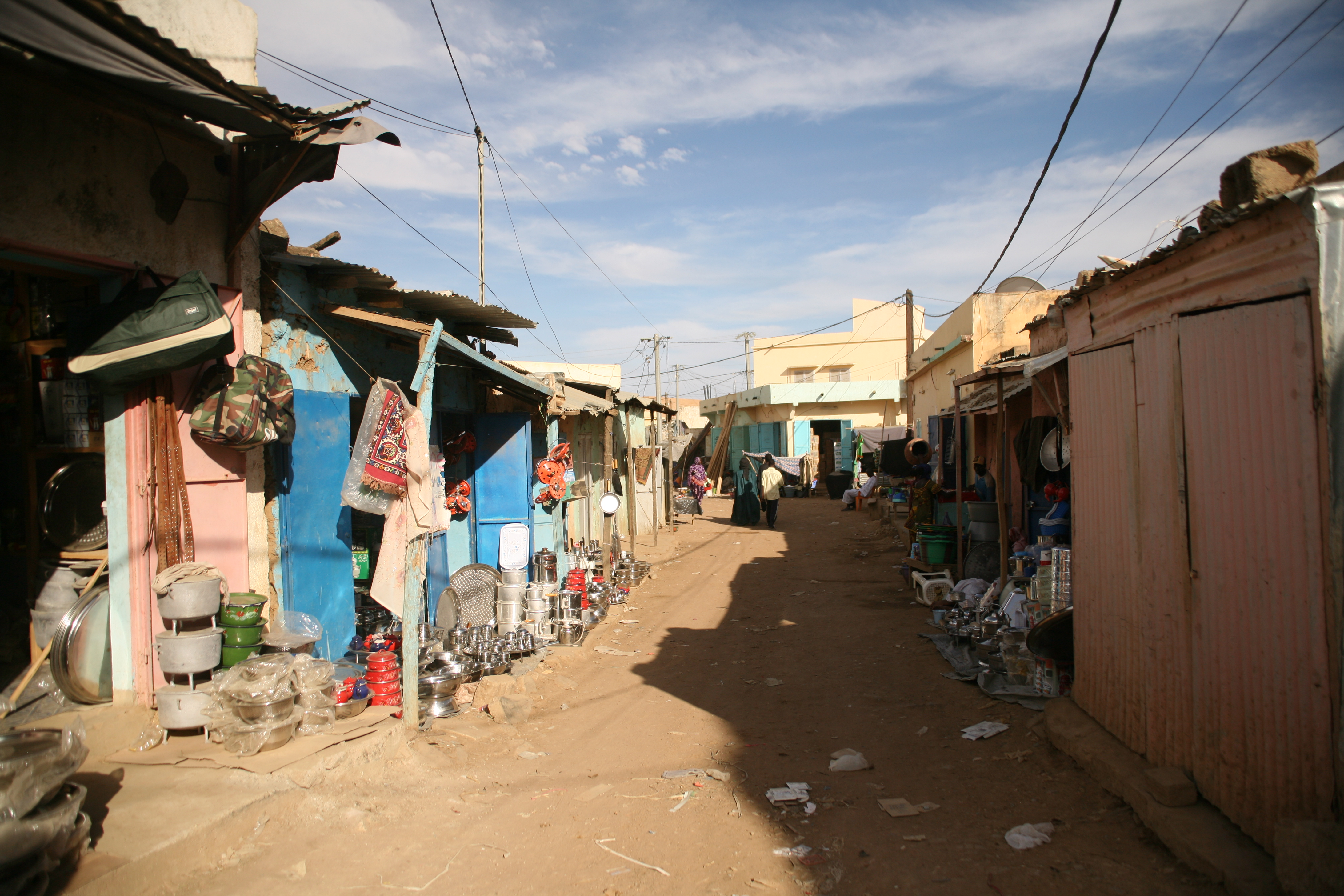
Une rue de Sélibaby

## Géographie

### Généralités
Avec une superficie de 10 300 km2, c'est la plus petite région et celle qui est située le plus au sud du pays. 
Elle est délimitée à l'ouest par la région du Gorgol et au nord-est par celle de l'Assaba. Au sud, le fleuve Sénégal la sépare du Sénégal et l'un de ses affluents, le Karakoro, du Mali.

### Organisation territoriale
La région de Guidimakha est subdivisée en quatre départements (moughataas) : 
- Département d'Ould Yengé, composé d'un arrondissement de trois communes et quatre autres communes, soit sept communes :
  - Arrondissement de Lahraj composé de trois communes :
    - Bouanzé, Dafort, Lahraj

  - Quatre autres communes : 
    - Boully, Leaweinat, Ould Yengé, Tektake

- Département de Sélibabi, composé d'un arrondissement de trois communes et une autre commune, soit quatre communes :
  - Arrondissement de Tachott composé de trois communes :
    - Hassi Cheggar, Ould M'Bonny, Tachott

  - Une autre commune :
    - Sélibabi
- Département de Ghabou, composé de quatre communes :
  - Baydam, Ghabou, Gouraye, Souvi
- Département de Wompou, composé de trois communes :
  - Ajar, Arr, Wompou

## Histoire
Guidimakha : Une Terre d’Histoire et de Diversité Culturelle
Le Guidimakha, situé au sud-est de la Mauritanie, est bien plus qu’une simple région géographique. Ce territoire riche et diversifié incarne un carrefour historique où les influences des Soninkés, des populations du Mandé, des royaumes Bambaras, et des Peuls pasteurs ont tissé un héritage culturel et social unique.
Les Soninkés : Gardiens des Origines
Les Soninkés sont les premiers habitants et fondateurs historiques du Guidimakha. Leur organisation sociale, solidement ancrée dans un système de castes, repose sur des familles emblématiques comme les Soumaré et les Camara, figures centrales dans la transmission des traditions et de la mémoire collective.
Ces lignées soninkées trouvent leurs racines dans le prestigieux royaume de Wagadu, ou Empire du Ghana (IVe-XIe siècles), dont elles perpétuent les valeurs d’organisation communautaire et d’hospitalité. Les Soumaré, reconnus pour leur rôle de conseillers et de guides spirituels, et les Camara, célèbres pour leur bravoure et leur capacité à structurer des villages, ont façonné le Guidimakha en un espace où solidarité et entraide sont primordiales.
Leur langue, le soninké, reste une colonne vertébrale culturelle, tout en servant de lien entre les nombreuses communautés qui cohabitent dans la région.
Les Influences Mandé : Une Dynamique de Résilience
À partir du XIIIe siècle, les populations venues du Mandé (actuel Mali) ont marqué durablement le Guidimakha. Des familles comme les Traoré, connues pour leur rôle de chefs de guerre et d’organisateurs sociaux, ont introduit des pratiques et des traditions enrichissant le tissu culturel soninké.
Les valeurs mandingues, notamment l’art du compromis et de la diplomatie, ont renforcé la cohésion entre les groupes ethniques locaux. Les griots, porteurs de la tradition orale mandingue, ont également laissé leur empreinte en adaptant leurs récits épiques pour intégrer les histoires locales du Guidimakha.
Les Royaumes Bambara : Héritage des Diarra et Coulibaly
Les influences des royaumes bambaras voisins, notamment ceux de Ségou et de Kaarta, se manifestent dans les échanges commerciaux et culturels. Les Diarra et Coulibaly, lignées royales bambaras, ont joué un rôle dans la diffusion des structures administratives et des techniques agricoles.
Leurs systèmes de gestion des terres et des eaux ont inspiré les pratiques locales, favorisant la construction de digues et l’amélioration des systèmes d’irrigation le long du fleuve Sénégal. Les mariages entre les familles soninkées et bambaras ont également renforcé les liens culturels et permis une transmission croisée des traditions.
Les Peuls : Pasteurs et Nomades
Les Peuls, arrivés dans la région comme éleveurs et pasteurs semi-nomades, ont apporté une dynamique unique au Guidimakha. Leur mode de vie, centré sur l’élevage bovin et caprin, s’est harmonieusement intégré à l’agriculture soninkée.
Les Peuls ont introduit des pratiques pastorales innovantes, comme la gestion des pâturages et la mobilité saisonnière, contribuant ainsi à la résilience économique de la région. Leur langue, le pular, ainsi que leurs musiques et danses, ont enrichi le paysage culturel du Guidimakha.
Les mariages entre Peuls et Soninkés, bien que parfois complexes en raison des différences de modes de vie, ont permis une hybridation des traditions et une cohabitation pacifique.
Une Diversité Harmonisée
Cette diversité ethnique et culturelle a fait du Guidimakha un modèle de coexistence et d’interaction. Chaque communauté a apporté ses particularités :
•	Les Soninkés, avec leurs structures sociales et leur maîtrise des techniques agricoles.
•	Les Mandés, avec leur sens de l’organisation politique et leur riche tradition orale.
•	Les Bambaras, avec leur expertise dans l’exploitation des terres et leur influence artistique.
•	Les Peuls, avec leur savoir-faire pastoral et leur adaptation au climat sahélien.
Les villages du Guidimakha sont aujourd’hui le reflet de cette fusion. Les cérémonies traditionnelles comme les mariages, les funérailles ou les fêtes agricoles rassemblent toutes les communautés, dans un esprit de partage et de respect mutuel.
L’Esprit du Guidimakha
La richesse du Guidimakha ne réside pas uniquement dans sa diversité ethnique, mais aussi dans sa capacité à transformer cette diversité en force. Malgré les défis climatiques et socio-économiques, cette région continue de prospérer grâce à l’unité de ses populations et à la préservation de ses traditions.
À travers les âges, le Guidimakha a su rester fidèle à son essence : une terre de courage et de résilience, où chaque peuple a trouvé sa place et laissé son empreinte. Ce patrimoine vivant, incarné par les Soumaré, Camara, Traoré, Diarra, Coulibaly et les familles peules, constitue une richesse inestimable, à la fois pour ses habitants et pour l’histoire de la Mauritanie.

## Démographie
Les populations nomades sont très peu nombreuses au Guidimakha, la plupart des habitants sont des agriculteurs et fermiers. Beaucoup d'entre eux sont des Soninkés, mais on y trouve aussi des Peuls, des Bambaras et des Wolofs, venus du Sénégal ou des autres régions de Mauritanie.
Le Guidimakha comptait 116 436 habitants lors du Recensement général de la population et de l'habitat (RGPH) de 1988. On en dénombrait 177 707 au moment du recensement de 2000. Lors du dernier recensement en 2013, on dénombrait 267 029 habitants.

## Administration

### Généralités
La wilaya de Guidimakha est dirigée par son wali, Teyib Ould Mohamed Mahmoud.
Le chef-lieu de la région est Sélibabi.

### Redécoupage administratif
Le 25 janvier 2018, le gouvernement mauritanien a adopté un projet de décret donnant lieu à un nouveau découpage administratif de la région. Le département de Ghabou ainsi que les arrondissements de Lahraj et de Tachott sont créés. Ce redécoupage administratif a été remis en question par de nombreuses personnes, notamment à cause de la création de l'arrondissement de Lahraj, que rien ne justifiait et qui est problématique pour les habitants de certaines communes.
Le 8 septembre 2021, l'arrondissement de Wompou, dans le département de Sélibabi, devient une nouvelle moughataa à la suite de l'adoption d'un projet de décret par le gouvernement. 

## Économie
Située dans une vallée fertile, la région a été moins touchée que d'autres par les grandes sécheresses, même si elle souffre parfois d'un déficit pluviométrique. C'est une région assez bien dotée en ressources agricoles,, mais l'une des plus enclavées du pays, notamment au moment de l'hivernage (saison des pluies).  

## Aides humanitaires
De nombreuses actions humanitaires sont menées dans la région de Guidimakha pour aider les populations dans le besoin qui ne disposent pas d'aides suffisantes de l'état. Ces actions sont menées dans les différentes communes ou départements de la région notamment par des ONG venant de différents pays, dont de nombreuses françaises.
Ces actions peuvent aider les habitants victimes de pauvreté, de carences alimentaireset de catastrophes naturelles ou bien financer la construction d'infrastructures vitales au développement sociale et économique de la région.
L'association Grdr Migration-Citoyenneté-Développement est par exemple une association très présente sur le territoire de Guidimakha qui propose de nombreux projets humanitaires.